# Liste der denkmalgeschützten Objekte in Osturňa/2–145
Die Liste der denkmalgeschützten Objekte in Osturňa enthält 186 nach slowakischen Denkmalschutzvorschriften geschützten Objekte in der Gemeinde Osturňa im Okres Kežmarok mit Konskriptionsnummern unter 145.

## Denkmäler
| Foto |                 | Denkmal / č. ÚZPF                                              | Standort / Konskr. Nr.                   | Offizielle Beschreibung                          | Beschreibung                              | Metadaten                                                                  |
| ---- | --------------- | -------------------------------------------------------------- | ---------------------------------------- | ------------------------------------------------ | ----------------------------------------- | -------------------------------------------------------------------------- |
| BW   | Datei hochladen | Gebäude in regionaltypischem Baustil(sk) ObjektID: 703-4232/1  | 2 Standort KG: Osturňa Konskr.Nr.: 2     | zrubový                                          | rustikal                                  | č. NKP: 703-4232/1 Stand des NKP: 2012-02-08 Name: DOM ĽUDOVÝ              |
|      | Datei hochladen | Wirtschaftsgebäude(sk) ObjektID: 703-4232/2                    | 2 KG: Osturňa Konskr.Nr.: 2              | zrubová                                          | rustikal                                  | č. NKP: 703-4232/2 Stand des NKP: 2012-02-08 Name: STAVBA HOSPODÁRSKA      |
|      | Datei hochladen | Wirtschaftsgebäude I(sk) ObjektID: 703-4232/3                  | 2 KG: Osturňa Konskr.Nr.: 2              | zrubová                                          | rustikal                                  | č. NKP: 703-4232/3 Stand des NKP: 2012-02-08 Name: STAVBA HOSPODÁRSKA I.   |
|      | Datei hochladen | Scheune und Stall(sk) ObjektID: 703-4232/4                     | 2 KG: Osturňa Konskr.Nr.: 2              | zrubová                                          | rustikal                                  | č. NKP: 703-4232/4 Stand des NKP: 2012-02-08 Name: STODOLA S MAŠTAĽOU      |
| BW   | Datei hochladen | Gebäude in regionaltypischem Baustil(sk) ObjektID: 703-4231/1  | 3 Standort KG: Osturňa Konskr.Nr.: 3     | zrubový                                          | rustikal                                  | č. NKP: 703-4231/1 Stand des NKP: 2012-02-08 Name: DOM ĽUDOVÝ              |
|      | Datei hochladen | Scheune und Stall(sk) ObjektID: 703-4231/2                     | 3 KG: Osturňa Konskr.Nr.: 3              | drevená rámová+murovaná; maštaľ,bojisko,záčin    | Holzrahmen und Ziegel                     | č. NKP: 703-4231/2 Stand des NKP: 2012-02-08 Name: STODOLA S MAŠTAĽOU      |
|      | Datei hochladen | Wirtschaftsgebäude(sk) ObjektID: 703-4231/3                    | 3 KG: Osturňa Konskr.Nr.: 3              | zrubová; chlievy                                 | rustikal                                  | č. NKP: 703-4231/3 Stand des NKP: 2012-02-08 Name: STAVBA HOSPODÁRSKA      |
|      | Datei hochladen | Wirtschaftsgebäude(sk) ObjektID: 703-4231/4                    | 3 KG: Osturňa Konskr.Nr.: 3              | zrubová; ovčín,podšopa,dreváreň                  | rustikal, Schäferei, Holzschuppen         | č. NKP: 703-4231/4 Stand des NKP: 2012-02-08 Name: STAVBA HOSPODÁRSKA      |
| BW   | Datei hochladen | Gebäude in regionaltypischem Baustil(sk) ObjektID: 703-4230/0  | 4 Standort KG: Osturňa Konskr.Nr.: 4     | zrubový                                          | rustikal                                  | č. NKP: 703-4230/0 Stand des NKP: 2012-02-08 Name: DOM ĽUDOVÝ              |
| BW   | Datei hochladen | Gebäude in regionaltypischem Baustil(sk) ObjektID: 703-4229/1  | 6 Standort KG: Osturňa Konskr.Nr.: 6     | zrubový                                          | rustikal                                  | č. NKP: 703-4229/1 Stand des NKP: 2012-02-08 Name: DOM ĽUDOVÝ              |
|      | Datei hochladen | Keller(sk) ObjektID: 703-4229/2                                | 6 KG: Osturňa Konskr.Nr.: 6              | kameň                                            | Stein                                     | č. NKP: 703-4229/2 Stand des NKP: 2012-02-08 Name: PIVNICA                 |
| BW   | Datei hochladen | Gebäude in regionaltypischem Baustil(sk) ObjektID: 703-4228/1  | 7 Standort KG: Osturňa Konskr.Nr.: 7     | zrubový                                          | rustikal                                  | č. NKP: 703-4228/1 Stand des NKP: 2012-02-08 Name: DOM ĽUDOVÝ              |
|      | Datei hochladen | Scheune und Stall(sk) ObjektID: 703-4228/2                     | 7 KG: Osturňa Konskr.Nr.: 7              | zrubová; maštaľ,bojisko,záčin,mlatovisk          | rustikal                                  | č. NKP: 703-4228/2 Stand des NKP: 2012-02-08 Name: STODOLA S MAŠTAĽOU      |
|      | Datei hochladen | Wirtschaftsgebäude(sk) ObjektID: 703-4228/3                    | 7 KG: Osturňa Konskr.Nr.: 7              | zrubová; chlievy s ovčínom                       | rustikal, Scheune mit Schäferei           | č. NKP: 703-4228/3 Stand des NKP: 2012-02-08 Name: STAVBA HOSPODÁRSKA      |
|      | Datei hochladen | SENNÍK ObjektID: 703-4228/4                                    | 7 KG: Osturňa Konskr.Nr.: 7              | zrubový                                          | rustikal                                  | č. NKP: 703-4228/4 Stand des NKP: 2012-02-08 Name: SENNÍK                  |
|      | Datei hochladen | Gebäude in regionaltypischem Baustil(sk) ObjektID: 703-4227/0  | 9 KG: Osturňa Konskr.Nr.: 9              | zrubový                                          | rustikal                                  | č. NKP: 703-4227/0 Stand des NKP: 2012-02-08 Name: DOM ĽUDOVÝ              |
| BW   | Datei hochladen | Gebäude in regionaltypischem Baustil(sk) ObjektID: 703-4226/1  | 10 Standort KG: Osturňa Konskr.Nr.: 10   | zrubový                                          | rustikal                                  | č. NKP: 703-4226/1 Stand des NKP: 2012-02-08 Name: DOM ĽUDOVÝ              |
|      | Datei hochladen | Scheune und Stall(sk) ObjektID: 703-4226/2                     | 10 KG: Osturňa Konskr.Nr.: 10            | zrubová; záčin,chliev,bojisko,maštaľ,sk          | rustikal                                  | č. NKP: 703-4226/2 Stand des NKP: 2012-02-08 Name: STODOLA S MAŠTAĽOU      |
| BW   | Datei hochladen | Gebäude in regionaltypischem Baustil(sk) ObjektID: 703-4225/1  | 12 Standort KG: Osturňa Konskr.Nr.: 12   | zrubový                                          | rustikal                                  | č. NKP: 703-4225/1 Stand des NKP: 2012-02-08 Name: DOM ĽUDOVÝ              |
|      | Datei hochladen | Scheune und Stall(sk) ObjektID: 703-4225/2                     | 12 KG: Osturňa Konskr.Nr.: 12            | zrubová; maštaľ,mlatovisko,záčin                 | rustikal                                  | č. NKP: 703-4225/2 Stand des NKP: 2012-02-08 Name: STODOLA S MAŠTAĽOU      |
|      | Datei hochladen | Wirtschaftsgebäude(sk) ObjektID: 703-4225/3                    | 12 KG: Osturňa Konskr.Nr.: 12            | zrubová; ovčín                                   | rustikal, Schäferei                       | č. NKP: 703-4225/3 Stand des NKP: 2012-02-08 Name: STAVBA HOSPODÁRSKA      |
| BW   | Datei hochladen | Gebäude in regionaltypischem Baustil(sk) ObjektID: 703-4224/1  | 13 Standort KG: Osturňa Konskr.Nr.: 13   | zrubový                                          | rustikal                                  | č. NKP: 703-4224/1 Stand des NKP: 2012-02-08 Name: DOM ĽUDOVÝ              |
|      | Datei hochladen | Scheune und Stall(sk) ObjektID: 703-4224/2                     | 13 KG: Osturňa Konskr.Nr.: 13            | zrubová,rámová; maštaľ,záčin                     | rustikal, Rahmen                          | č. NKP: 703-4224/2 Stand des NKP: 2012-02-08 Name: STODOLA S MAŠTAĽOU      |
|      | Datei hochladen | Wirtschaftsgebäude I(sk) ObjektID: 703-4224/3                  | 13 KG: Osturňa Konskr.Nr.: 13            | zrubová,rámová; chliev,podšopa,podšopa           | rustikal, Rahmen                          | č. NKP: 703-4224/3 Stand des NKP: 2012-02-08 Name: STAVBA HOSPODÁRSKA I.   |
|      | Datei hochladen | Wirtschaftsgebäude II(sk) ObjektID: 703-4224/4                 | 13 KG: Osturňa Konskr.Nr.: 13            | zrubová                                          | rustikal                                  | č. NKP: 703-4224/4 Stand des NKP: 2012-02-08 Name: STAVBA HOSPODÁRSKA II.  |
| BW   | Datei hochladen | Scheune und Stall(sk) ObjektID: 703-10302/2                    | 17 Standort KG: Osturňa Konskr.Nr.: 17   | zrubová                                          | rustikal                                  | č. NKP: 703-10302/2 Stand des NKP: 2012-02-08 Name: STODOLA S MAŠTAĽOU     |
|      | Datei hochladen | Wirtschaftsgebäude(sk) ObjektID: 703-10302/3                   | 17 KG: Osturňa Konskr.Nr.: 17            | zrubová; chlievy s podšopou                      | rustikal, Scheune und Schuppen            | č. NKP: 703-10302/3 Stand des NKP: 2012-02-08 Name: STAVBA HOSPODÁRSKA     |
| BW   | Datei hochladen | Gebäude in regionaltypischem Baustil(sk) ObjektID: 703-4223/1  | 19 Standort KG: Osturňa Konskr.Nr.: 19   | zrubový                                          | rustikal                                  | č. NKP: 703-4223/1 Stand des NKP: 2012-02-08 Name: DOM ĽUDOVÝ              |
|      | Datei hochladen | Scheune und Stall(sk) ObjektID: 703-4223/2                     | 19 KG: Osturňa Konskr.Nr.: 19            | zrubová; voziareň,bojisko,maštaľ,plevní          |                                           | č. NKP: 703-4223/2 Stand des NKP: 2012-02-08 Name: STODOLA S MAŠTAĽOU      |
|      | Datei hochladen | Wirtschaftsgebäude(sk) ObjektID: 703-4223/3                    | 19 KG: Osturňa Konskr.Nr.: 19            | zrubová,rámová; chliev,podšopa                   | rustikal, Rahmen                          | č. NKP: 703-4223/3 Stand des NKP: 2012-02-08 Name: STAVBA HOSPODÁRSKA I.   |
|      | Datei hochladen | Wirtschaftsgebäude(sk) ObjektID: 703-4223/4                    | 19 KG: Osturňa Konskr.Nr.: 19            | zrubová; senník                                  | rustikal                                  | č. NKP: 703-4223/4 Stand des NKP: 2012-02-08 Name: STAVBA HOSPODÁRSKA II.  |
| BW   | Datei hochladen | Gebäude in regionaltypischem Baustil(sk) ObjektID: 703-4221/1  | 24 Standort KG: Osturňa Konskr.Nr.: 24   | zrubový                                          | rustikal                                  | č. NKP: 703-4221/1 Stand des NKP: 2012-02-08 Name: DOM ĽUDOVÝ              |
|      | Datei hochladen | Scheune und Stall(sk) ObjektID: 703-4221/2                     | 24 KG: Osturňa Konskr.Nr.: 24            | zrubová,rámová; mlatovisko,maštaľ,záčin          | rustikal, Rahmen                          | č. NKP: 703-4221/2 Stand des NKP: 2012-02-08 Name: STODOLA S MAŠTAĽOU      |
|      | Datei hochladen | Wirtschaftsgebäude I(sk) ObjektID: 703-4221/3                  | 24 KG: Osturňa Konskr.Nr.: 24            | zrubová; chliev                                  | rustikal                                  | č. NKP: 703-4221/3 Stand des NKP: 2012-02-08 Name: STAVBA HOSPODÁRSKA I.   |
|      | Datei hochladen | Wirtschaftsgebäude II(sk) ObjektID: 703-4221/4                 | 24 KG: Osturňa Konskr.Nr.: 24            | zrubová; ovčín                                   | rustikal, Schäferei                       | č. NKP: 703-4221/4 Stand des NKP: 2012-02-08 Name: STAVBA HOSPODÁRSKA II.  |
|      | Datei hochladen | Wirtschaftsgebäude III(sk) ObjektID: 703-4221/5                | 24 KG: Osturňa Konskr.Nr.: 24            | zrubová; chliev                                  | rustikal                                  | č. NKP: 703-4221/5 Stand des NKP: 2012-02-08 Name: STAVBA HOSPODÁRSKA III. |
| BW   | Datei hochladen | Gebäude in regionaltypischem Baustil(sk) ObjektID: 703-10304/0 | 32 Standort KG: Osturňa Konskr.Nr.: 32   | zrubová                                          | rustikal                                  | č. NKP: 703-10304/0 Stand des NKP: 2012-02-08 Name: DOM ĽUDOVÝ             |
| BW   | Datei hochladen | Gebäude in regionaltypischem Baustil(sk) ObjektID: 703-10305/1 | 35 Standort KG: Osturňa Konskr.Nr.: 35   | zrubový                                          | rustikal                                  | č. NKP: 703-10305/1 Stand des NKP: 2012-02-08 Name: DOM ĽUDOVÝ             |
|      | Datei hochladen | Scheune und Stall(sk) ObjektID: 703-10305/2                    | 35 KG: Osturňa Konskr.Nr.: 35            | zrubová; záčin,mlatovisko,maštaľ,plevní          | rustikal                                  | č. NKP: 703-10305/2 Stand des NKP: 2012-02-08 Name: STODOLA S MAŠTAĽOU     |
|      | Datei hochladen | Wirtschaftsgebäude(sk) ObjektID: 703-10305/3                   | 35 KG: Osturňa Konskr.Nr.: 35            | zrubová; chliev,podšopa,ovčín                    | rustikal, Scheune, Schuppen, Schäferei    | č. NKP: 703-10305/3 Stand des NKP: 2012-02-08 Name: STAVBA HOSPODÁRSKA     |
| BW   | Datei hochladen | Gebäude in regionaltypischem Baustil(sk) ObjektID: 703-10306/1 | 36 Standort KG: Osturňa Konskr.Nr.: 36   | zrubový                                          | rustikal                                  | č. NKP: 703-10306/1 Stand des NKP: 2012-02-08 Name: DOM ĽUDOVÝ             |
|      | Datei hochladen | Scheune und Stall(sk) ObjektID: 703-10306/2                    | 36 KG: Osturňa Konskr.Nr.: 36            | zrubová; maštaľ,mlatovisko,záčin                 | rustikal                                  | č. NKP: 703-10306/2 Stand des NKP: 2012-02-08 Name: STODOLA S MAŠTAĽOU     |
| BW   | Datei hochladen | Gebäude in regionaltypischem Baustil(sk) ObjektID: 703-10307/1 | 38 Standort KG: Osturňa Konskr.Nr.: 38   | zrubový                                          | rustikal                                  | č. NKP: 703-10307/1 Stand des NKP: 2012-02-08 Name: DOM ĽUDOVÝ             |
|      | Datei hochladen | Wirtschaftsgebäude(sk) ObjektID: 703-10307/3                   | 38 KG: Osturňa Konskr.Nr.: 38            | zrubová; chlievy,podšopa                         | rustikal                                  | č. NKP: 703-10307/3 Stand des NKP: 2012-02-08 Name: STAVBA HOSPODÁRSKA     |
|      | Datei hochladen | Wirtschaftsgebäude(sk) ObjektID: 703-10307/4                   | 38 KG: Osturňa Konskr.Nr.: 38            | zrubová; chlievy                                 | rustikal                                  | č. NKP: 703-10307/4 Stand des NKP: 2012-02-08 Name: STAVBA HOSPODÁRSKA     |
| BW   | Datei hochladen | Gebäude in regionaltypischem Baustil(sk) ObjektID: 703-10308/0 | 40 Standort KG: Osturňa Konskr.Nr.: 40   | zrubový                                          | rustikal                                  | č. NKP: 703-10308/0 Stand des NKP: 2012-02-08 Name: DOM ĽUDOVÝ             |
| BW   | Datei hochladen | Gebäude in regionaltypischem Baustil(sk) ObjektID: 703-10309/1 | 41 Standort KG: Osturňa Konskr.Nr.: 41   | zrubový                                          | rustikal                                  | č. NKP: 703-10309/1 Stand des NKP: 2012-02-08 Name: DOM ĽUDOVÝ             |
| BW   | Datei hochladen | Gebäude in regionaltypischem Baustil(sk) ObjektID: 703-10310/1 | 45 Standort KG: Osturňa Konskr.Nr.: 45   | zrubový                                          | rustikal                                  | č. NKP: 703-10310/1 Stand des NKP: 2012-02-08 Name: DOM ĽUDOVÝ             |
|      | Datei hochladen | Scheune und Stall(sk) ObjektID: 703-10310/2                    | 45 KG: Osturňa Konskr.Nr.: 45            | zrubová; záčin,mlatovisko,maštaľ                 | rustikal                                  | č. NKP: 703-10310/2 Stand des NKP: 2012-02-08 Name: STODOLA S MAŠTAĽOU     |
|      | Datei hochladen | Scheune und Stall(sk) ObjektID: 703-10310/3                    | 45 KG: Osturňa Konskr.Nr.: 45            | zrubová                                          | rustikal                                  | č. NKP: 703-10310/3 Stand des NKP: 2012-02-08 Name: STODOLA S MAŠTAĽOU I   |
|      | Datei hochladen | Wirtschaftsgebäude(sk) ObjektID: 703-10310/4                   | 45 KG: Osturňa Konskr.Nr.: 45            | zrubová; chlievy s podšopou                      | rustikal, Scheune und Schuppen            | č. NKP: 703-10310/4 Stand des NKP: 2012-02-08 Name: STAVBA HOSPODÁRSKA     |
|      | Datei hochladen | Wirtschaftsgebäude(sk) ObjektID: 703-10310/5                   | 45 KG: Osturňa Konskr.Nr.: 45            | zrubová; ovčín so senníkom                       | rustikal, Schäferei Heuboden              | č. NKP: 703-10310/5 Stand des NKP: 2012-02-08 Name: STAVBA HOSPODÁRSKA I.  |
| BW   | Datei hochladen | Gebäude in regionaltypischem Baustil(sk) ObjektID: 703-10311/1 | 46 Standort KG: Osturňa Konskr.Nr.: 46   | zrubová                                          | rustikal                                  | č. NKP: 703-10311/1 Stand des NKP: 2012-02-08 Name: DOM ĽUDOVÝ             |
|      | Datei hochladen | Scheune und Stall(sk) ObjektID: 703-10311/2                    | 46 KG: Osturňa Konskr.Nr.: 46            | zrubová,rámová; maštaľ,mlatovsko,záčin           | rustikal                                  | č. NKP: 703-10311/2 Stand des NKP: 2012-02-08 Name: STODOLA S MAŠTAĽOU     |
|      | Datei hochladen | Wirtschaftsgebäude(sk) ObjektID: 703-10311/3                   | 46 KG: Osturňa Konskr.Nr.: 46            | zrubová; podšopa,ovčín,chliev,podšopa            | rustikal, Schuppen, Schäferei             | č. NKP: 703-10311/3 Stand des NKP: 2012-02-08 Name: STAVBA HOSPODÁRSKA     |
|      | Datei hochladen | Wirtschaftsgebäude I(sk) ObjektID: 703-10311/4                 | 46 KG: Osturňa Konskr.Nr.: 46            | zrubová                                          | rustikal                                  | č. NKP: 703-10311/4 Stand des NKP: 2012-02-08 Name: STAVBA HOSPODÁRSKA I.  |
| BW   | Datei hochladen | Gebäude in regionaltypischem Baustil(sk) ObjektID: 703-10312/1 | 49 Standort KG: Osturňa Konskr.Nr.: 49   | zrubový                                          | rustikal                                  | č. NKP: 703-10312/1 Stand des NKP: 2012-02-08 Name: DOM ĽUDOVÝ             |
|      | Datei hochladen | Scheune und Stall(sk) ObjektID: 703-10312/2                    | 49 KG: Osturňa Konskr.Nr.: 49            | zrubová                                          | rustikal                                  | č. NKP: 703-10312/2 Stand des NKP: 2012-02-08 Name: STODOLA S MAŠTAĽOU     |
|      | Datei hochladen | Wirtschaftsgebäude(sk) ObjektID: 703-10312/3                   | 49 KG: Osturňa Konskr.Nr.: 49            | zrubová                                          | rustikal                                  | č. NKP: 703-10312/3 Stand des NKP: 2012-02-08 Name: STAVBA HOSPODÁRSKA     |
|      | Datei hochladen | Wirtschaftsgebäude I(sk) ObjektID: 703-10312/4                 | 49 KG: Osturňa Konskr.Nr.: 49            | zrubová                                          | rustikal                                  | č. NKP: 703-10312/4 Stand des NKP: 2012-02-08 Name: STAVBA HOSPODÁRSKA I.  |
|      | Datei hochladen | Scheune und Stall(sk) ObjektID: 703-10312/5                    | 49 KG: Osturňa Konskr.Nr.: 49            | zrubová                                          | rustikal                                  | č. NKP: 703-10312/5 Stand des NKP: 2012-02-08 Name: STODOLA S MAŠTAĽOU     |
| BW   | Datei hochladen | Gebäude in regionaltypischem Baustil(sk) ObjektID: 703-10313/1 | 51 Standort KG: Osturňa Konskr.Nr.: 51   | zrubový                                          | rustikal                                  | č. NKP: 703-10313/1 Stand des NKP: 2012-02-08 Name: DOM ĽUDOVÝ             |
|      | Datei hochladen | Scheune und Stall(sk) ObjektID: 703-10313/2                    | 51 KG: Osturňa Konskr.Nr.: 51            | zrubová+murovaná; maštaľ,bojisko,záčin           | rustikal, Ziegel                          | č. NKP: 703-10313/2 Stand des NKP: 2012-02-08 Name: STODOLA S MAŠTAĽOU     |
| BW   | Datei hochladen | Gebäude in regionaltypischem Baustil(sk) ObjektID: 703-10314/1 | 53 Standort KG: Osturňa Konskr.Nr.: 53   | zrubový                                          | rustikal                                  | č. NKP: 703-10314/1 Stand des NKP: 2012-02-08 Name: DOM ĽUDOVÝ             |
|      | Datei hochladen | Scheune und Stall(sk) ObjektID: 703-10314/2                    | 53 KG: Osturňa Konskr.Nr.: 53            | zrubová+murovaná; maštaľ,bojisko,ovčín,plevník   | rustikal, Ziegel                          | č. NKP: 703-10314/2 Stand des NKP: 2012-02-08 Name: STODOLA S MAŠTAĽOU     |
|      | Datei hochladen | Scheune und Stall(sk) ObjektID: 703-10314/3                    | 53 KG: Osturňa Konskr.Nr.: 53            | zrubová; sklad,chlievy,podšopa                   | rustikal, Lager, Schuppen                 | č. NKP: 703-10314/3 Stand des NKP: 2012-02-08 Name: STODOLA S MAŠTAĽOU     |
| BW   | Datei hochladen | Gebäude in regionaltypischem Baustil(sk) ObjektID: 703-10315/1 | 55 Standort KG: Osturňa Konskr.Nr.: 55   | zrubový                                          | rustikal                                  | č. NKP: 703-10315/1 Stand des NKP: 2012-02-08 Name: DOM ĽUDOVÝ             |
|      | Datei hochladen | Scheune und Stall(sk) ObjektID: 703-10315/2                    | 55 KG: Osturňa Konskr.Nr.: 55            | zrubová+murovaná                                 | rustikal, Ziegel                          | č. NKP: 703-10315/2 Stand des NKP: 2012-02-08 Name: STODOLA S MAŠTAĽOU     |
|      | Datei hochladen | Wirtschaftsgebäude(sk) ObjektID: 703-10315/3                   | 55 KG: Osturňa Konskr.Nr.: 55            | zrubová; šopa,chlievy                            | rustikal                                  | č. NKP: 703-10315/3 Stand des NKP: 2012-02-08 Name: STAVBA HOSPODÁRSKA     |
| BW   | Datei hochladen | Gebäude in regionaltypischem Baustil(sk) ObjektID: 703-10316/1 | 57 Standort KG: Osturňa Konskr.Nr.: 57   | zrubový                                          | rustikal,                                 | č. NKP: 703-10316/1 Stand des NKP: 2012-02-08 Name: DOM ĽUDOVÝ             |
|      | Datei hochladen | Scheune und Stall(sk) ObjektID: 703-10316/2                    | 57 KG: Osturňa Konskr.Nr.: 57            | zrubová; maštaľ,mlatovisko,záčin?                | rustikal,                                 | č. NKP: 703-10316/2 Stand des NKP: 2012-02-08 Name: STODOLA S MAŠTAĽOU     |
|      | Datei hochladen | Wirtschaftsgebäude(sk) ObjektID: 703-10316/3                   | 57 KG: Osturňa Konskr.Nr.: 57            | zrubová                                          | rustikal,                                 | č. NKP: 703-10316/3 Stand des NKP: 2012-02-08 Name: STAVBA HOSPODÁRSKA     |
|      | Datei hochladen | Wirtschaftsgebäude I(sk) ObjektID: 703-10316/4                 | 57 KG: Osturňa Konskr.Nr.: 57            | zrubová; podšopa,chliev,chliev                   | rustikal                                  | č. NKP: 703-10316/4 Stand des NKP: 2012-02-08 Name: STAVBA HOSPODÁRSKA I.  |
| BW   | Datei hochladen | Gebäude in regionaltypischem Baustil(sk) ObjektID: 703-10317/1 | 60 Standort KG: Osturňa Konskr.Nr.: 60   | zrubový                                          | rustikal                                  | č. NKP: 703-10317/1 Stand des NKP: 2012-02-08 Name: DOM ĽUDOVÝ             |
|      | Datei hochladen | Scheune und Stall(sk) ObjektID: 703-10317/2                    | 60 KG: Osturňa Konskr.Nr.: 60            | zrubová                                          | rustikal                                  | č. NKP: 703-10317/2 Stand des NKP: 2012-02-08 Name: STODOLA S MAŠTAĽOU     |
|      | Datei hochladen | Wirtschaftsgebäude I(sk) ObjektID: 703-10317/3                 | 60 KG: Osturňa Konskr.Nr.: 60            | doštená; východná stavba,forhaus,kôlňa           |                                           | č. NKP: 703-10317/3 Stand des NKP: 2012-02-08 Name: STAVBA HOSPODÁRSKA I.  |
|      | Datei hochladen | Wirtschaftsgebäude II(sk) ObjektID: 703-10317/4                | 60 KG: Osturňa Konskr.Nr.: 60            | doštená; západná stavba,chlievy,podšop           |                                           | č. NKP: 703-10317/4 Stand des NKP: 2012-02-08 Name: STAVBA HOSPODÁRSKA II. |
| BW   | Datei hochladen | Gebäude in regionaltypischem Baustil(sk) ObjektID: 703-10318/1 | 64 Standort KG: Osturňa Konskr.Nr.: 64   | zrubový                                          | rustikal                                  | č. NKP: 703-10318/1 Stand des NKP: 2012-02-08 Name: DOM ĽUDOVÝ             |
|      | Datei hochladen | Scheune und Stall(sk) ObjektID: 703-10318/2                    | 64 KG: Osturňa Konskr.Nr.: 64            | zrubová,rámová; maštaľ,mlatovisko,záčin          | rustikal, Rahmen                          | č. NKP: 703-10318/2 Stand des NKP: 2012-02-08 Name: STODOLA S MAŠTAĽOU     |
|      | Datei hochladen | Wirtschaftsgebäude(sk) ObjektID: 703-10318/3                   | 64 KG: Osturňa Konskr.Nr.: 64            | zrubová; podšopa,chliev,ovčín,podšopa            | rustikal                                  | č. NKP: 703-10318/3 Stand des NKP: 2012-02-08 Name: STAVBA HOSPODÁRSKA     |
| BW   | Datei hochladen | Gebäude in regionaltypischem Baustil(sk) ObjektID: 703-4220/1  | 66 Standort KG: Osturňa Konskr.Nr.: 66   | zrubový                                          | rustikal                                  | č. NKP: 703-4220/1 Stand des NKP: 2012-02-08 Name: DOM ĽUDOVÝ              |
|      | Datei hochladen | Scheune und Stall(sk) ObjektID: 703-4220/2                     | 66 KG: Osturňa Konskr.Nr.: 66            | zrubová; záčin,plevník,mlatovisko,vozia          | rustikal                                  | č. NKP: 703-4220/2 Stand des NKP: 2012-02-08 Name: STODOLA S MAŠTAĽOU      |
|      | Datei hochladen | Wirtschaftsgebäude I(sk) ObjektID: 703-4220/3                  | 66 KG: Osturňa Konskr.Nr.: 66            | zrubová; chlievy                                 | rustikal                                  | č. NKP: 703-4220/3 Stand des NKP: 2012-02-08 Name: STAVBA HOSPODÁRSKA I.   |
|      | Datei hochladen | Wirtschaftsgebäude II(sk) ObjektID: 703-4220/4                 | 66 KG: Osturňa Konskr.Nr.: 66            | zrubová                                          | rustikal                                  | č. NKP: 703-4220/4 Stand des NKP: 2012-02-08 Name: STAVBA HOSPODÁRSKA II.  |
| BW   | Datei hochladen | Gebäude in regionaltypischem Baustil(sk) ObjektID: 703-4219/0  | 69 Standort KG: Osturňa Konskr.Nr.: 69   | zrubový                                          | rustikal                                  | č. NKP: 703-4219/0 Stand des NKP: 2012-02-08 Name: DOM ĽUDOVÝ              |
| BW   | Datei hochladen | Gebäude in regionaltypischem Baustil(sk) ObjektID: 703-4218/1  | 70 Standort KG: Osturňa Konskr.Nr.: 70   | zrubový                                          | rustikal                                  | č. NKP: 703-4218/1 Stand des NKP: 2012-02-08 Name: DOM ĽUDOVÝ              |
|      | Datei hochladen | Scheune und Stall(sk) ObjektID: 703-4218/2                     | 70 KG: Osturňa Konskr.Nr.: 70            | zrubová                                          | rustikal                                  | č. NKP: 703-4218/2 Stand des NKP: 2012-02-08 Name: STODOLA S MAŠTAĽOU      |
| BW   | Datei hochladen | Gebäude in regionaltypischem Baustil(sk) ObjektID: 703-4217/1  | 71 Standort KG: Osturňa Konskr.Nr.: 71   | zrubový                                          | rustikal                                  | č. NKP: 703-4217/1 Stand des NKP: 2012-02-08 Name: DOM ĽUDOVÝ              |
|      | Datei hochladen | Scheune und Stall(sk) ObjektID: 703-4217/2                     | 71 KG: Osturňa Konskr.Nr.: 71            | zrubová; plevník,maštaľ,mlatovisko,záči          | rustikal                                  | č. NKP: 703-4217/2 Stand des NKP: 2012-02-08 Name: STODOLA S MAŠTAĽOU      |
|      | Datei hochladen | Wirtschaftsgebäude I(sk) ObjektID: 703-4217/3                  | 71 KG: Osturňa Konskr.Nr.: 71            | zrubová; sklad,chliev,chliev                     | rustikal                                  | č. NKP: 703-4217/3 Stand des NKP: 2012-02-08 Name: STAVBA HOSPODÁRSKA I.   |
|      | Datei hochladen | Wirtschaftsgebäude II(sk) ObjektID: 703-4217/4                 | 71 KG: Osturňa Konskr.Nr.: 71            | zrubová; podšopa,ovčín                           | rustikal, Schuppen, Schäferei             | č. NKP: 703-4217/4 Stand des NKP: 2012-02-08 Name: STAVBA HOSPODÁRSKA II.  |
| BW   | Datei hochladen | Gebäude in regionaltypischem Baustil(sk) ObjektID: 703-4216/1  | 72 Standort KG: Osturňa Konskr.Nr.: 72   | zrubový                                          | rustikal                                  | č. NKP: 703-4216/1 Stand des NKP: 2012-02-08 Name: DOM ĽUDOVÝ              |
|      | Datei hochladen | Scheune und Stall(sk) ObjektID: 703-4216/2                     | 72 KG: Osturňa Konskr.Nr.: 72            | zrubová+murovaná; maštaľ,mlatovsko,záčin         | rustikal, Ziegel                          | č. NKP: 703-4216/2 Stand des NKP: 2012-02-08 Name: STODOLA S MAŠTAĽOU      |
|      | Datei hochladen | Wirtschaftsgebäude(sk) ObjektID: 703-4216/3                    | 72 KG: Osturňa Konskr.Nr.: 72            | zrubová; podšopa,chliev,podšopa                  | rustikal                                  | č. NKP: 703-4216/3 Stand des NKP: 2012-02-08 Name: STAVBA HOSPODÁRSKA      |
|      | Datei hochladen | Wirtschaftsgebäude(sk) ObjektID: 703-4216/4                    | 72 KG: Osturňa Konskr.Nr.: 72            | zrubová                                          | rustikal                                  | č. NKP: 703-4216/4 Stand des NKP: 2012-02-08 Name: STAVBA HOSPODÁRSKA      |
| BW   | Datei hochladen | Gebäude in regionaltypischem Baustil(sk) ObjektID: 703-10320/1 | 74 Standort KG: Osturňa Konskr.Nr.: 74   | zrubový; dom s prejazdom                         | rustikal, Haus mit Überführung            | č. NKP: 703-10320/1 Stand des NKP: 2012-02-08 Name: DOM ĽUDOVÝ             |
|      | Datei hochladen | Scheune II(sk) ObjektID: 703-10320/3                           | 74 KG: Osturňa Konskr.Nr.: 74            | drevená,rámová; mladšia stodola (mlat,začin)     | Holzrahmen                                | č. NKP: 703-10320/3 Stand des NKP: 2012-02-08 Name: STODOLA II.            |
| BW   | Datei hochladen | Gebäude in regionaltypischem Baustil(sk) ObjektID: 703-10321/1 | 81 Standort KG: Osturňa Konskr.Nr.: 81   | zrubový                                          | rustikal                                  | č. NKP: 703-10321/1 Stand des NKP: 2012-02-08 Name: DOM ĽUDOVÝ             |
|      | Datei hochladen | Scheune und Stall(sk) ObjektID: 703-10321/2                    | 81 KG: Osturňa Konskr.Nr.: 81            | zrubová; maštaľ,mlatovisko,záčin                 | rustikal                                  | č. NKP: 703-10321/2 Stand des NKP: 2012-02-08 Name: STODOLA S MAŠTAĽOU     |
|      | Datei hochladen | Wirtschaftsgebäude(sk) ObjektID: 703-10321/3                   | 81 KG: Osturňa Konskr.Nr.: 81            | zrubová; chliev,podšopa                          | rustikal                                  | č. NKP: 703-10321/3 Stand des NKP: 2012-02-08 Name: STAVBA HOSPODÁRSKA     |
| BW   | Datei hochladen | Gebäude in regionaltypischem Baustil(sk) ObjektID: 703-10322/1 | 85 Standort KG: Osturňa Konskr.Nr.: 85   | zrubový                                          | rustikal                                  | č. NKP: 703-10322/1 Stand des NKP: 2012-02-08 Name: DOM ĽUDOVÝ             |
|      | Datei hochladen | Scheune und Stall(sk) ObjektID: 703-10322/2                    | 85 KG: Osturňa Konskr.Nr.: 85            | zrubová; maštaľ,plevník,mlatovisko,ovčí          | rustikal                                  | č. NKP: 703-10322/2 Stand des NKP: 2012-02-08 Name: STODOLA S MAŠTAĽOU     |
|      | Datei hochladen | Wirtschaftsgebäude(sk) ObjektID: 703-10322/3                   | 85 KG: Osturňa Konskr.Nr.: 85            | zrubová; podšopa,chliev,chliev,podšopa           | rustikal                                  | č. NKP: 703-10322/3 Stand des NKP: 2012-02-08 Name: STAVBA HOSPODÁRSKA     |
| BW   | Datei hochladen | Gebäude in regionaltypischem Baustil(sk) ObjektID: 703-10323/1 | 87 Standort KG: Osturňa Konskr.Nr.: 87   | zrubový                                          | rustikal                                  | č. NKP: 703-10323/1 Stand des NKP: 2012-02-08 Name: DOM ĽUDOVÝ             |
|      | Datei hochladen | Scheune und Stall(sk) ObjektID: 703-10323/2                    | 87 KG: Osturňa Konskr.Nr.: 87            | zrubová; plevník,maštaľ,mlatovisko               | rustikal                                  | č. NKP: 703-10323/2 Stand des NKP: 2012-02-08 Name: STODOLA S MAŠTAĽOU     |
|      | Datei hochladen | Wirtschaftsgebäude(sk) ObjektID: 703-10323/3                   | 87 KG: Osturňa Konskr.Nr.: 87            | zrubová; podšopa,stajenka                        | rustikal                                  | č. NKP: 703-10323/3 Stand des NKP: 2012-02-08 Name: STAVBA HOSPODÁRSKA     |
|      | Datei hochladen | Wirtschaftsgebäude I(sk) ObjektID: 703-10323/4                 | 87 KG: Osturňa Konskr.Nr.: 87            | zrubová                                          | rustikal                                  | č. NKP: 703-10323/4 Stand des NKP: 2012-02-08 Name: STAVBA HOSPODÁRSKA I.  |
| BW   | Datei hochladen | Gebäude in regionaltypischem Baustil(sk) ObjektID: 703-10324/1 | 88 Standort KG: Osturňa Konskr.Nr.: 88   | zrubový                                          | rustikal                                  | č. NKP: 703-10324/1 Stand des NKP: 2012-02-08 Name: DOM ĽUDOVÝ             |
|      | Datei hochladen | Scheune und Stall(sk) ObjektID: 703-10324/2                    | 88 KG: Osturňa Konskr.Nr.: 88            | zrubová; sklad,záčin,plevník,mlatovisko          | rustikal                                  | č. NKP: 703-10324/2 Stand des NKP: 2012-02-08 Name: STODOLA S MAŠTAĽOU     |
|      | Datei hochladen | Wirtschaftsgebäude(sk) ObjektID: 703-10324/3                   | 88 KG: Osturňa Konskr.Nr.: 88            | zrubová; podšopa,stajenka,podšopa                | rustikal                                  | č. NKP: 703-10324/3 Stand des NKP: 2012-02-08 Name: STAVBA HOSPODÁRSKA     |
|      | Datei hochladen | Wirtschaftsgebäude(sk) ObjektID: 703-10324/4                   | 88 KG: Osturňa Konskr.Nr.: 88            | zrubová                                          | rustikal                                  | č. NKP: 703-10324/4 Stand des NKP: 2012-02-08 Name: STAVBA HOSPODÁRSKA I.  |
| BW   | Datei hochladen | Gebäude in regionaltypischem Baustil(sk) ObjektID: 703-10325/1 | 90 Standort KG: Osturňa Konskr.Nr.: 90   | zrubový                                          | rustikal                                  | č. NKP: 703-10325/1 Stand des NKP: 2012-02-08 Name: DOM ĽUDOVÝ             |
| ja   | Datei hochladen | Gebäude in regionaltypischem Baustil(sk) ObjektID: 703-10326/1 | 91 Standort KG: Osturňa Konskr.Nr.: 91   | zrubový                                          | rustikal                                  | č. NKP: 703-10326/1 Stand des NKP: 2012-02-08 Name: DOM ĽUDOVÝ             |
| BW   | Datei hochladen | Gebäude in regionaltypischem Baustil(sk) ObjektID: 703-10327/1 | 95 Standort KG: Osturňa Konskr.Nr.: 95   | zrubový                                          | rustikal                                  | č. NKP: 703-10327/1 Stand des NKP: 2012-02-08 Name: DOM ĽUDOVÝ             |
|      | Datei hochladen | Wirtschaftsgebäude(sk) ObjektID: 703-10327/3                   | 95 KG: Osturňa Konskr.Nr.: 95            | zrubová; ovčín,podšopa                           | rustikal, Schäferei, Schuppen             | č. NKP: 703-10327/3 Stand des NKP: 2012-02-08 Name: STAVBA HOSPODÁRSKA     |
|      | Datei hochladen | Wirtschaftsgebäude(sk) ObjektID: 703-10327/4                   | 95 KG: Osturňa Konskr.Nr.: 95            | zrubová                                          | rustikal                                  | č. NKP: 703-10327/4 Stand des NKP: 2012-02-08 Name: STAVBA HOSPODÁRSKA     |
|      | Datei hochladen | Gebäude in regionaltypischem Baustil(sk) ObjektID: 703-10328/1 | 96 KG: Osturňa Konskr.Nr.: 96            | zrubový                                          | rustikal                                  | č. NKP: 703-10328/1 Stand des NKP: 2012-02-08 Name: DOM ĽUDOVÝ I.          |
| BW   | Datei hochladen | Gebäude in regionaltypischem Baustil(sk) ObjektID: 703-10328/2 | 97 Standort KG: Osturňa Konskr.Nr.: 97   | zrubový                                          | rustikal                                  | č. NKP: 703-10328/2 Stand des NKP: 2012-02-08 Name: DOM ĽUDOVÝ II.         |
|      | Datei hochladen | Scheune und Stall(sk) ObjektID: 703-10328/3                    | 96 KG: Osturňa Konskr.Nr.: 96,97         | rámová; bojisko,maštaľ,plevník                   |                                           | č. NKP: 703-10328/3 Stand des NKP: 2012-02-08 Name: STODOLA S MAŠTAĽOU     |
|      | Datei hochladen | Wirtschaftsgebäude(sk) ObjektID: 703-10328/4                   | 96 KG: Osturňa Konskr.Nr.: 96,97         | zrubová; ovčín,chlievy                           | rustikal, Schäferei, Scheune              | č. NKP: 703-10328/4 Stand des NKP: 2012-02-08 Name: STAVBA HOSPODÁRSKA     |
|      | Datei hochladen | Wirtschaftsgebäude(sk) ObjektID: 703-10328/5                   | 96 KG: Osturňa Konskr.Nr.: 96,97         | zrubová; ovčín,chlievy,podšopa,dreváreň          | rustikal, Schäferei, Holzschuppen         | č. NKP: 703-10328/5 Stand des NKP: 2012-02-08 Name: STAVBA HOSPODÁRSKA     |
| BW   | Datei hochladen | Scheune(sk) ObjektID: 703-10329/0                              | 97 Standort KG: Osturňa Konskr.Nr.: 97   |                                                  |                                           | č. NKP: 703-10329/0 Stand des NKP: 2012-02-08 Name: STODOLA                |
| BW   | Datei hochladen | Gebäude in regionaltypischem Baustil(sk) ObjektID: 703-10331/1 | 102 Standort KG: Osturňa Konskr.Nr.: 102 | zrubový                                          | rustikal                                  | č. NKP: 703-10331/1 Stand des NKP: 2012-02-08 Name: DOM ĽUDOVÝ             |
| BW   | Datei hochladen | Gebäude in regionaltypischem Baustil(sk) ObjektID: 703-10332/1 | 103 Standort KG: Osturňa Konskr.Nr.: 103 | zrubový                                          | rustikal                                  | č. NKP: 703-10332/1 Stand des NKP: 2012-02-08 Name: DOM ĽUDOVÝ             |
|      | Datei hochladen | Scheune und Stall(sk) ObjektID: 703-10332/2                    | 103 KG: Osturňa Konskr.Nr.: 103          | zrubová; maštaľ,mlatovisko,ovčín,záčin           | rustikal                                  | č. NKP: 703-10332/2 Stand des NKP: 2012-02-08 Name: STODOLA S MAŠTAĽOU     |
|      | Datei hochladen | Wirtschaftsgebäude(sk) ObjektID: 703-10332/3                   | 103 KG: Osturňa Konskr.Nr.: 103          | zrubová; chliev,podšopa                          | rustikal                                  | č. NKP: 703-10332/3 Stand des NKP: 2012-02-08 Name: STAVBA HOSPODÁRSKA     |
| BW   | Datei hochladen | Gebäude in regionaltypischem Baustil(sk) ObjektID: 703-4214/1  | 107 Standort KG: Osturňa Konskr.Nr.: 107 | zrubový                                          | rustikal                                  | č. NKP: 703-4214/1 Stand des NKP: 2012-02-08 Name: DOM ĽUDOVÝ              |
| BW   | Datei hochladen | Gebäude in regionaltypischem Baustil(sk) ObjektID: 703-4213/1  | 110 Standort KG: Osturňa Konskr.Nr.: 110 | zrubový                                          | rustikal                                  | č. NKP: 703-4213/1 Stand des NKP: 2012-02-08 Name: DOM ĽUDOVÝ              |
|      | Datei hochladen | Scheune und Stall(sk) ObjektID: 703-4213/2                     | 110 KG: Osturňa Konskr.Nr.: 110          | zrubová; maštaľ,mlatovisko,záčin                 | rustikal                                  | č. NKP: 703-4213/2 Stand des NKP: 2012-02-08 Name: STODOLA S MAŠTAĽOU      |
|      | Datei hochladen | Wirtschaftsgebäude I(sk) ObjektID: 703-4213/3                  | 110 KG: Osturňa Konskr.Nr.: 110          | zrubová,rámová; podšopa,chliev                   | rustikal                                  | č. NKP: 703-4213/3 Stand des NKP: 2012-02-08 Name: STAVBA HOSPODÁRSKA I.   |
|      | Datei hochladen | Wirtschaftsgebäude II(sk) ObjektID: 703-4213/4                 | 110 KG: Osturňa Konskr.Nr.: 110          | zrubová,rámová; podšopy,chlievy                  | rustikal                                  | č. NKP: 703-4213/4 Stand des NKP: 2012-02-08 Name: STAVBA HOSPODÁRSKA II.  |
| ja   | Datei hochladen | Gebäude in regionaltypischem Baustil(sk) ObjektID: 703-10334/1 | 113 Standort KG: Osturňa Konskr.Nr.: 113 | zrubový                                          | rustikal                                  | č. NKP: 703-10334/1 Stand des NKP: 2012-02-08 Name: DOM ĽUDOVÝ             |
|      | Datei hochladen | Wirtschaftsgebäude(sk) ObjektID: 703-10334/2                   | 113 KG: Osturňa Konskr.Nr.: 113          | zrubová; chlievy,podšopa-dreváreň                | rustikal, Holzschuppen                    | č. NKP: 703-10334/2 Stand des NKP: 2012-02-08 Name: STAVBA HOSPODÁRSKA     |
|      | Datei hochladen | Keller(sk) ObjektID: 703-10334/3                               | 113 KG: Osturňa Konskr.Nr.: 113          | kameň                                            | Stein                                     | č. NKP: 703-10334/3 Stand des NKP: 2012-02-08 Name: PIVNICA                |
| BW   | Datei hochladen | Gebäude in regionaltypischem Baustil(sk) ObjektID: 703-10335/1 | 119 Standort KG: Osturňa Konskr.Nr.: 119 | zrubový                                          | rustikal                                  | č. NKP: 703-10335/1 Stand des NKP: 2012-02-08 Name: DOM ĽUDOVÝ             |
|      | Datei hochladen | Scheune und Stall(sk) ObjektID: 703-10335/2                    | 119 KG: Osturňa Konskr.Nr.: 119          | zrubová; maštaľ,mlatovisko,ovčín,drevár          | rustikal                                  | č. NKP: 703-10335/2 Stand des NKP: 2012-02-08 Name: STODOLA S MAŠTAĽOU     |
|      | Datei hochladen | Wirtschaftsgebäude I(sk) ObjektID: 703-10335/3                 | 119 KG: Osturňa Konskr.Nr.: 119          | zrubová; podšopa,chlievy,dielňa                  | rustikal, Schuppen, Werkstatt             | č. NKP: 703-10335/3 Stand des NKP: 2012-02-08 Name: STAVBA HOSPODÁRSKA I.  |
|      | Datei hochladen | Wirtschaftsgebäude II(sk) ObjektID: 703-10335/4                | 119 KG: Osturňa Konskr.Nr.: 119          | zrubová; podšopa,„trucovňa“, dreváreň            | rustikal, Holzschuppen                    | č. NKP: 703-10335/4 Stand des NKP: 2012-02-08 Name: STAVBA HOSPODÁRSKA II. |
| BW   | Datei hochladen | Gebäude in regionaltypischem Baustil(sk) ObjektID: 703-10336/1 | 122 Standort KG: Osturňa Konskr.Nr.: 122 | zrubový; dom s podšopu pod 1 strechou            | rustikal                                  | č. NKP: 703-10336/1 Stand des NKP: 2012-02-08 Name: DOM ĽUDOVÝ             |
|      | Datei hochladen | Scheune und Stall(sk) ObjektID: 703-10336/2                    | 122 KG: Osturňa Konskr.Nr.: 122          | zrubová; záčin,ovčín,bojisko,maštaľ,ple          | rustikal                                  | č. NKP: 703-10336/2 Stand des NKP: 2012-02-08 Name: STODOLA S MAŠTAĽOU     |
|      | Datei hochladen | Wirtschaftsgebäude(sk) ObjektID: 703-10336/3                   | 122 KG: Osturňa Konskr.Nr.: 122          | zrubová; chlievy,podšopy                         | rustikal                                  | č. NKP: 703-10336/3 Stand des NKP: 2012-02-08 Name: STAVBA HOSPODÁRSKA     |
| BW   | Datei hochladen | Gebäude in regionaltypischem Baustil(sk) ObjektID: 703-10337/1 | 123 Standort KG: Osturňa Konskr.Nr.: 123 | zrubový                                          | rustikal                                  | č. NKP: 703-10337/1 Stand des NKP: 2012-02-08 Name: DOM ĽUDOVÝ             |
|      | Datei hochladen | Scheune und Stall(sk) ObjektID: 703-10337/2                    | 123 KG: Osturňa Konskr.Nr.: 123          | zrubová; záčiny,ovčín,bojisko,maštaľ             | rustikal                                  | č. NKP: 703-10337/2 Stand des NKP: 2012-02-08 Name: STODOLA S MAŠTAĽOU     |
| ja   | Datei hochladen | Gebäude in regionaltypischem Baustil(sk) ObjektID: 703-10338/1 | 125 Standort KG: Osturňa Konskr.Nr.: 125 | zrubový                                          | rustikal                                  | č. NKP: 703-10338/1 Stand des NKP: 2012-02-08 Name: DOM ĽUDOVÝ             |
|      | Datei hochladen | Scheune und Stall(sk) ObjektID: 703-10338/2                    | 125 KG: Osturňa Konskr.Nr.: 125          | zrubová; maštaľ,plevník,mlatovisko,ovčí          | rustikal                                  | č. NKP: 703-10338/2 Stand des NKP: 2012-02-08 Name: STODOLA S MAŠTAĽOU     |
|      | Datei hochladen | Keller(sk) ObjektID: 703-10338/3                               | 125 KG: Osturňa Konskr.Nr.: 125          | kameň                                            | Stein                                     | č. NKP: 703-10338/3 Stand des NKP: 2012-02-08 Name: PIVNICA                |
| ja   | Datei hochladen | Gebäude in regionaltypischem Baustil(sk) ObjektID: 703-10339/1 | 126 Standort KG: Osturňa Konskr.Nr.: 126 | zrubový                                          | rustikal                                  | č. NKP: 703-10339/1 Stand des NKP: 2012-02-08 Name: DOM ĽUDOVÝ             |
|      | Datei hochladen | Scheune und Stall(sk) ObjektID: 703-10339/2                    | 126 KG: Osturňa Konskr.Nr.: 126          | zrubová+rámová; maštaľ,mlatovisko,záčin,plevní   | rustikal, Rahmen                          | č. NKP: 703-10339/2 Stand des NKP: 2012-02-08 Name: STODOLA S MAŠTAĽOU     |
| BW   | Datei hochladen | Gebäude in regionaltypischem Baustil(sk) ObjektID: 703-4212/1  | 129 Standort KG: Osturňa Konskr.Nr.: 129 | zrubový; dom s prejazdom                         | rustikal                                  | č. NKP: 703-4212/1 Stand des NKP: 2012-02-08 Name: DOM ĽUDOVÝ              |
|      | Datei hochladen | Scheune und Stall(sk) ObjektID: 703-4212/2                     | 129 KG: Osturňa Konskr.Nr.: 129          | zrubová; maštaľ,plevník,bojisko,ovčín            | rustikal                                  | č. NKP: 703-4212/2 Stand des NKP: 2012-02-08 Name: STODOLA S MAŠTAĽOU      |
|      | Datei hochladen | Wirtschaftsgebäude(sk) ObjektID: 703-4212/3                    | 129 KG: Osturňa Konskr.Nr.: 129          | zrubová; podšopa,chlievy                         | rustikal                                  | č. NKP: 703-4212/3 Stand des NKP: 2012-02-08 Name: STAVBA HOSPODÁRSKA      |
|      | Datei hochladen | Keller(sk) ObjektID: 703-4212/4                                | 129 KG: Osturňa Konskr.Nr.: 129          | zrubová+kameň; pivnica                           | rustikal, Stein                           | č. NKP: 703-4212/4 Stand des NKP: 2012-02-08 Name: PIVNICA                 |
| BW   | Datei hochladen | Gebäude in regionaltypischem Baustil(sk) ObjektID: 703-4211/1  | 130 Standort KG: Osturňa Konskr.Nr.: 130 | zrubový                                          | rustikal                                  | č. NKP: 703-4211/1 Stand des NKP: 2012-02-08 Name: DOM ĽUDOVÝ              |
|      | Datei hochladen | Scheune und Stall(sk) ObjektID: 703-4211/2                     | 130 KG: Osturňa Konskr.Nr.: 130          | zrubová; maštaľ,mlatovisko,ovčín                 | rustikal                                  | č. NKP: 703-4211/2 Stand des NKP: 2012-02-08 Name: STODOLA S MAŠTAĽOU      |
|      | Datei hochladen | Wirtschaftsgebäude(sk) ObjektID: 703-4211/3                    | 130 KG: Osturňa Konskr.Nr.: 130          | zrubová; šopa,chlievy,sklad                      | rustikal                                  | č. NKP: 703-4211/3 Stand des NKP: 2012-02-08 Name: STAVBA HOSPODÁRSKA      |
|      | Datei hochladen | Keller(sk) ObjektID: 703-4211/4                                | 130 KG: Osturňa Konskr.Nr.: 130          | kameň                                            | Stein                                     | č. NKP: 703-4211/4 Stand des NKP: 2012-02-08 Name: PIVNICA                 |
| BW   | Datei hochladen | Gebäude in regionaltypischem Baustil(sk) ObjektID: 703-4210/1  | 131 Standort KG: Osturňa Konskr.Nr.: 131 | zrubový                                          | rustikal                                  | č. NKP: 703-4210/1 Stand des NKP: 2012-02-08 Name: DOM ĽUDOVÝ              |
|      | Datei hochladen | Scheune und Stall(sk) ObjektID: 703-4210/2                     | 131 KG: Osturňa Konskr.Nr.: 131          | zrubová; maštaľ,plevník,bojisko,ovčín,           | rustikal                                  | č. NKP: 703-4210/2 Stand des NKP: 2012-02-08 Name: STODOLA S MAŠTAĽOU      |
|      | Datei hochladen | Wirtschaftsgebäude I(sk) ObjektID: 703-4210/3                  | 131 KG: Osturňa Konskr.Nr.: 131          | zrubová+kameň; pivnica                           | rustikal                                  | č. NKP: 703-4210/3 Stand des NKP: 2012-02-08 Name: STAVBA HOSPODÁRSKA I.   |
|      | Datei hochladen | Wirtschaftsgebäude II(sk) ObjektID: 703-4210/4                 | 131 KG: Osturňa Konskr.Nr.: 131          | zrubová; podšopa                                 | rustikal                                  | č. NKP: 703-4210/4 Stand des NKP: 2012-02-08 Name: STAVBA HOSPODÁRSKA II.  |
| BW   | Datei hochladen | Gebäude in regionaltypischem Baustil(sk) ObjektID: 703-4209/1  | 132 Standort KG: Osturňa Konskr.Nr.: 132 | zrubový; dom s prejazdom                         | rustikal                                  | č. NKP: 703-4209/1 Stand des NKP: 2012-02-08 Name: DOM ĽUDOVÝ              |
|      | Datei hochladen | Scheune und Stall(sk) ObjektID: 703-4209/2                     | 132 KG: Osturňa Konskr.Nr.: 132          | zrubová; bojisko,ovčín,plevník                   | rustikal                                  | č. NKP: 703-4209/2 Stand des NKP: 2012-02-08 Name: STODOLA S MAŠTAĽAMI     |
|      | Datei hochladen | Schuppen(sk) ObjektID: 703-4209/3                              | 132 KG: Osturňa Konskr.Nr.: 132          | zrubový; podšopa,chliev,podšopa                  | rustikal                                  | č. NKP: 703-4209/3 Stand des NKP: 2012-02-08 Name: CHLIEV                  |
| ja   | Datei hochladen | Gebäude in regionaltypischem Baustil(sk) ObjektID: 703-4208/1  | 133 Standort KG: Osturňa Konskr.Nr.: 133 | zrubový                                          | rustikal                                  | č. NKP: 703-4208/1 Stand des NKP: 2012-02-08 Name: DOM ĽUDOVÝ              |
|      | Datei hochladen | Scheune und Stall(sk) ObjektID: 703-4208/2                     | 133 KG: Osturňa Konskr.Nr.: 133          | zrubová; kópia stodoly s ovčínom                 | rustikal                                  | č. NKP: 703-4208/2 Stand des NKP: 2012-02-08 Name: STODOLA S MAŠTAĽOU      |
|      | Datei hochladen | Wirtschaftsgebäude(sk) ObjektID: 703-4208/3                    | 133 KG: Osturňa Konskr.Nr.: 133          | zrubová; kópia chlievov                          | rustikal                                  | č. NKP: 703-4208/3 Stand des NKP: 2012-02-08 Name: STAVBA HOSPODÁRSKA      |
| BW   | Datei hochladen | Gebäude in regionaltypischem Baustil(sk) ObjektID: 703-4207/1  | 134 Standort KG: Osturňa Konskr.Nr.: 134 | zrubový                                          | rustikal                                  | č. NKP: 703-4207/1 Stand des NKP: 2012-02-08 Name: DOM ĽUDOVÝ              |
|      | Datei hochladen | Scheune und Stall(sk) ObjektID: 703-4207/2                     | 134 KG: Osturňa Konskr.Nr.: 134          | zrubová                                          | rustikal                                  | č. NKP: 703-4207/2 Stand des NKP: 2012-02-08 Name: STODOLA S MAŠTAĽAMI     |
| BW   | Datei hochladen | Gebäude in regionaltypischem Baustil(sk) ObjektID: 703-10340/1 | 136 Standort KG: Osturňa Konskr.Nr.: 136 | zrubový                                          | rustikal                                  | č. NKP: 703-10340/1 Stand des NKP: 2012-02-08 Name: DOM ĽUDOVÝ             |
|      | Datei hochladen | Scheune und Stall(sk) ObjektID: 703-10340/2                    | 136 KG: Osturňa Konskr.Nr.: 136          | zrubová; bojisko,záčin,maštaľ                    | rustikal                                  | č. NKP: 703-10340/2 Stand des NKP: 2012-02-08 Name: STODOLA S MAŠTAĽOU     |
|      | Datei hochladen | Wirtschaftsgebäude(sk) ObjektID: 703-10340/3                   | 136 KG: Osturňa Konskr.Nr.: 136          | zrubová; podšopa,ovčín,podšopa                   | rustikal                                  | č. NKP: 703-10340/3 Stand des NKP: 2012-02-08 Name: STAVBA HOSPODÁRSKA     |
| BW   | Datei hochladen | Gebäude in regionaltypischem Baustil(sk) ObjektID: 703-10341/0 | 139 Standort KG: Osturňa Konskr.Nr.: 139 | zrubový                                          | rustikal                                  | č. NKP: 703-10341/0 Stand des NKP: 2012-02-08 Name: DOM ĽUDOVÝ             |
| BW   | Datei hochladen | Gebäude in regionaltypischem Baustil(sk) ObjektID: 703-4206/1  | 141 Standort KG: Osturňa Konskr.Nr.: 141 | zrubový; dom s prejazdom(zastavaným)             | rustikal                                  | č. NKP: 703-4206/1 Stand des NKP: 2012-02-08 Name: DOM ĽUDOVÝ              |
|      | Datei hochladen | Scheune und Stall(sk) ObjektID: 703-4206/2                     | 141 KG: Osturňa Konskr.Nr.: 141          | zrubová; maštale,bojiská,plevník,záčin           | rustikal                                  | č. NKP: 703-4206/2 Stand des NKP: 2012-02-08 Name: STODOLA S MAŠTAĽOU      |
|      | Datei hochladen | Wirtschaftsgebäude I(sk) ObjektID: 703-4206/3                  | 141 KG: Osturňa Konskr.Nr.: 141          | zrubová+murovaná; podšopy,chliev,ovčín,dreváreň  | rustikal, Ziegel, Schäferei, Holzschuppen | č. NKP: 703-4206/3 Stand des NKP: 2012-02-08 Name: STAVBA HOSPODÁRSKA I.   |
|      | Datei hochladen | Wirtschaftsgebäude II(sk) ObjektID: 703-4206/4                 | 141 KG: Osturňa Konskr.Nr.: 141          | zrubová; podšopy,chlievy                         | rudtikal                                  | č. NKP: 703-4206/4 Stand des NKP: 2012-02-08 Name: STAVBA HOSPODÁRSKA II.  |
|      | Datei hochladen | Keller(sk) ObjektID: 703-4206/5                                | 141 KG: Osturňa Konskr.Nr.: 141          | kameň                                            | Stein                                     | č. NKP: 703-4206/5 Stand des NKP: 2012-02-08 Name: PIVNICA.                |
| BW   | Datei hochladen | Gebäude in regionaltypischem Baustil(sk) ObjektID: 703-4205/1  | 143 Standort KG: Osturňa Konskr.Nr.: 143 | zrubový; dvojdom s prejazdom                     | rustikal                                  | č. NKP: 703-4205/1 Stand des NKP: 2012-02-08 Name: DOM ĽUDOVÝ              |
|      | Datei hochladen | Scheune und Stall(sk) ObjektID: 703-4205/2                     | 143 KG: Osturňa Konskr.Nr.: 143          | zrubová,rámová; maštaľ,plevník,bojisko,záčin     | rustikal                                  | č. NKP: 703-4205/2 Stand des NKP: 2012-02-08 Name: STODOLA S MAŠTAĽOU      |
|      | Datei hochladen | Wirtschaftsgebäude(sk) ObjektID: 703-4205/3                    | 143 KG: Osturňa Konskr.Nr.: 143          | zrubová; podšopa,ovčín                           | rustikal, Schuppen, Schäferei             | č. NKP: 703-4205/3 Stand des NKP: 2012-02-08 Name: STAVBA HOSPODÁRSKA      |
|      | Datei hochladen | Wirtschaftsgebäude II(sk) ObjektID: 703-4205/4                 | 143 KG: Osturňa Konskr.Nr.: 143          | zrubová; podšopa,chlievy                         | rustikal                                  | č. NKP: 703-4205/4 Stand des NKP: 2012-02-08 Name: STAVBA HOSPODÁRSKA II.  |
| BW   | Datei hochladen | Gebäude in regionaltypischem Baustil(sk) ObjektID: 703-4204/0  | 144 Standort KG: Osturňa Konskr.Nr.: 144 | zrubový                                          | rustikal                                  | č. NKP: 703-4204/0 Stand des NKP: 2012-02-08 Name: DOM ĽUDOVÝ              |
| BW   | Datei hochladen | Gebäude in regionaltypischem Baustil(sk) ObjektID: 703-4203/1  | 145 Standort KG: Osturňa Konskr.Nr.: 145 | zrubový; dom s prejazdom                         | rustikal                                  | č. NKP: 703-4203/1 Stand des NKP: 2012-02-08 Name: DOM ĽUDOVÝ              |
|      | Datei hochladen | Scheune und Stall(sk) ObjektID: 703-4203/2                     | 145 KG: Osturňa Konskr.Nr.: 145          | drevená,rámová+murovaná; maštaľ,mlatovisko,záčin | Holzrahmen, Ziegel                        | č. NKP: 703-4203/2 Stand des NKP: 2012-02-08 Name: STODOLA S MAŠTAĽOU      |
|      | Datei hochladen | Wirtschaftsgebäude(sk) ObjektID: 703-4203/3                    | 145 KG: Osturňa Konskr.Nr.: 145          | zrubová ?; ovčín,podšopa                         | rustikal, Schäferei                       | č. NKP: 703-4203/3 Stand des NKP: 2012-02-08 Name: STAVBA HOSPODÁRSKA      |
| BW   | Datei hochladen | Gebäude in regionaltypischem Baustil(sk) ObjektID: 703-10342/1 | 150 Standort KG: Osturňa Konskr.Nr.:     | zrubový                                          | rustikal                                  | č. NKP: 703-10342/1 Stand des NKP: 2012-02-08 Name: DOM ĽUDOVÝ             |

## Legende
Die Tabelle enthält im Einzelnen folgende Informationen:
| Foto:                    | Fotografie des Denkmals. |
| Denkmal / č. ÚZPF:       | Die Übersetzung der Bezeichnung des Denkmals, wie sie vom Slowakischen Denkmalamt (Pamiatkový úrad Slovenskej republiky) verwendet wird. Die Originalbezeichnung ist unter dem Fragezeichen angegeben. Fehlt die Übersetzung, so wird die Originalbezeichnung direkt angezeigt. Weiters ist die Objekt-Identifikationsnummer (Objekt ID) angeführt. Sie ist die offizielle, in der Slowakei eindeutige Nummer č. ÚZPF inklusive der zugehörigen Zählnummer, wie sie in den Daten des Denkmalamtes angegeben wird. Da diese nur innerhalb eines Landkreises gezählt wird, ist dessen Nummer der Denkmalnummer vorangestellt. |
| Standort:                | Wenn in der Liste vorhanden, ist die Adresse angegeben. In Klammern kann sich noch eine zusätzliche Adresse befinden, wenn es beispielsweise ein Eckhaus ist. Bei freistehenden Objekten ohne Adresse (zum Beispiel bei Bildstöcken) ist eine Adresse angegeben, die in der Nähe des Objekts liegt. Durch Aufruf des Links Standort wird die Lage des Denkmals in verschiedenen Kartenprojekten angezeigt. Darunter sind die Katastralgemeinde (KG) und, wenn vorhanden, die Konskriptionsnummer (Konskr. Nr.) angegeben.                                                                                                   |
| Offizielle Beschreibung: | Es ist die Kurzbeschreibung auf Slowakisch, wie sie in den offiziellen Listen angegeben ist, eingetragen. |
| Beschreibung:            | Kurze Angaben zum Denkmal auf Deutsch. |
| Metadaten:               | Zusätzlich werden, wenn in den persönlichen Einstellungen das Helferlein Dauerhaftes Einblenden von Metadaten aktiviert ist, ebensolche angezeigt. |

- Karte mit allen Koordinaten:
- OSM |
- WikiMap